# Odruch mrugania
Odruch mrugania (odruch orbicularis oculi) – odruch wywoływany w badaniu elektroneurograficznym poprzez podrażnienie bodźcem elektrycznym I gałęzi nerwu trójdzielnego. Odpowiedzią na bodziec jest ruch mięśni okrężnych oczu. Ramieniem doprowadzającym łuku odruchowego jest nerw oczny, natomiast odprowadzającym – włókna ruchowe nerwu twarzowego. Ośrodek jest zlokalizowany w pniu mózgu.
Badanie odruchu ma znaczenie diagnostyczne w uszkodzeniach nerwu trójdzielnego, twarzowego lub pnia mózgu.